# Frauenberg (Moselle)
Frauenberg település Franciaországban, Moselle megyében. Lakosainak száma 602 fő (2022. január 1.). Frauenberg Blies-Ébersing, Blies-Guersviller és Sarreguemines községekkel határos.

## Népesség
A település népességének változása:
| Lakosok száma | 515  | 566  | 585  | 554  | 549  | 560  | 591  | 597  | 599  | 602  |
|               | 1968 | 1982 | 1990 | 2006 | 2013 | 2015 | 2017 | 2019 | 2020 | 2022 |